# Visconde de Magé
Visconde de Magé, pela grafia actual Majé, é um título nobiliárquico criado por D. João, Príncipe Regente de D. Maria I de Portugal, por Decreto de 17 de Dezembro de 1811, em favor de Matias António de Sousa Lobato, antes 1.º Barão de Magé.
Titulares
1. Matias António de Sousa Lobato, 1.º Barão e 1.º Visconde de Magé;
2. Joaquim José de Sousa Lobato, 2.º Barão e 2.º Visconde de Magé.